# Israel al Festival de la Cançó d'Eurovisió Júnior
Israel va ser un dels països que va debutar al Festival de la Cançó d'Eurovisió Júnior en 2012.
L'any del seu debut, encara que el país asiàtic partia com un dels favorits al triomf, va acabar en 8è lloc. En 2013 es va retirar i hi va tornar en 2016. En 2017 va deixar de participar i, encara que ho va fer en 2018, el primer representant a participar per la nació va ser Kids.il amb la cançó "Let the Music Win", que va acabar en vuitè lloc de dotze entrades participants, aconseguint una puntuació de 68 punts. Israel no va tornar al concurs el 2013, i també va quedar fora dels concursos del 2014 i el 2015. Tanmateix, després del seu èxit als Festivals de la Cançó d'Eurovisió 2015 i 2016, l'IBA va expressar el seu interès a tornar a competir a Eurovisió Junior. Israel va tornar al concurs el 2016, i el seu participant va ser seleccionat internament. Després, Israel es va retirar del concurs el 2017, abans de tornar el 2018 i retirar-se de nou el 2019.

## Història
El 10 de juliol de 2012, l'emissora nacional israeliana, Autoritat de Radiodifusió d'Israel (IBA), va anunciar que debutarien a Festival de la Cançó d'Eurovisió Júnior 2012 a Amsterdam, Països Baixos, l'1 de desembre de 2012. que va acabar en vuitena posició aconseguint una puntuació de seixanta-vuit punts. Israel té anteriorment s'ha mostrat interessat a participar en els concursos 2004 i 2008, tot i que mai es van publicar motius per detallar el canvi d'interès, va interpretar la cançó "Let the Music Win", Kids.il format pels membres Adel Korshov, Adi Bity, Adi Mesilati, Daniel Pruzansky, Libi Panker i Tali Sorokin.

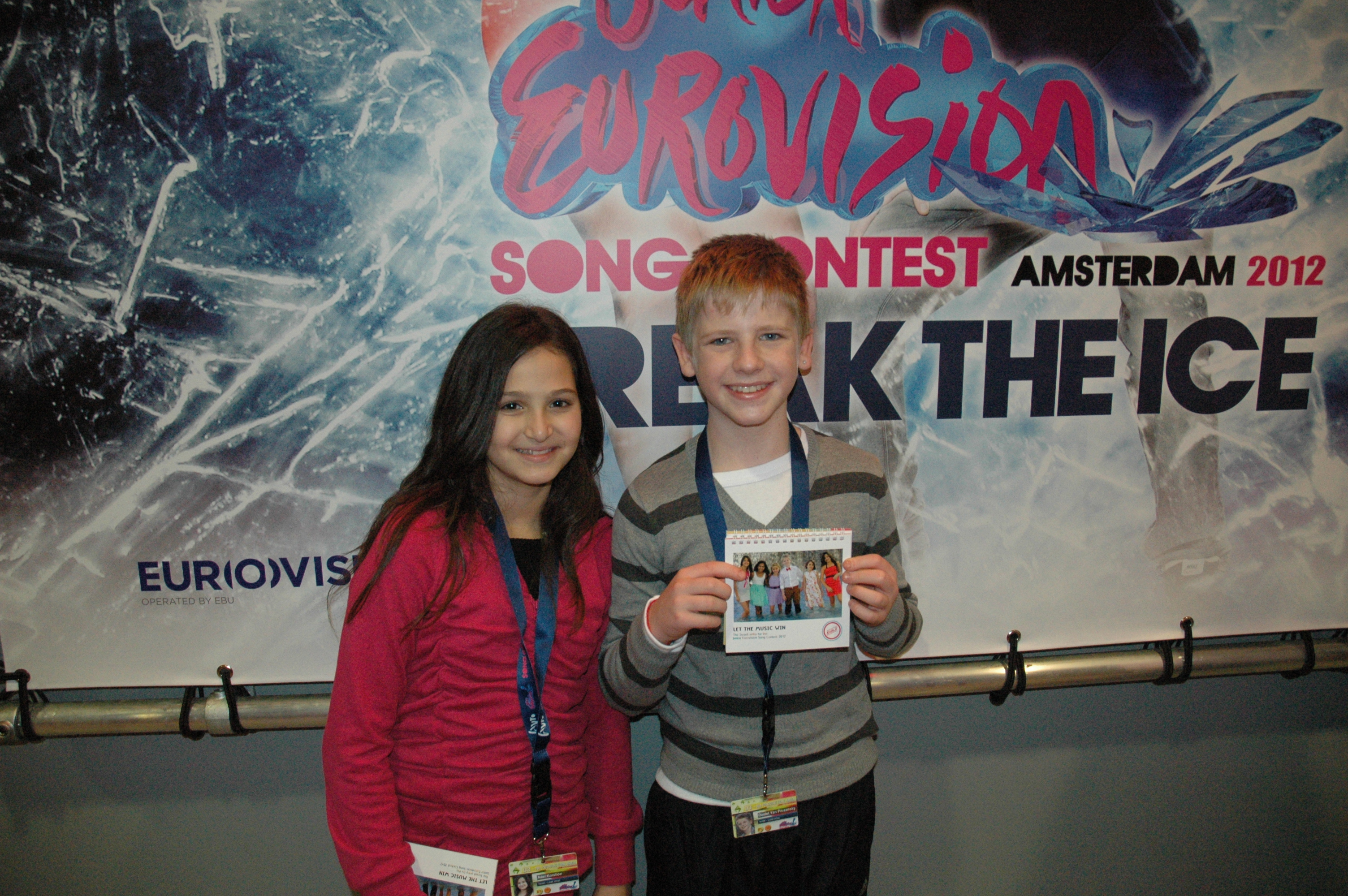
Kids.il al Festival de la Cançó d'Eurovisió Júnior 2012.

El 21 d'octubre de 2013, IBA va anunciar la seva retirada del concurs de 2013. No obstant això, no es van publicar detalls sobre els motius de la seva retirada. Israel continua absent de la 2014, i 2015 concursos. Després de l'èxit d'Israel al 2015 i al Festival de la Cançó d'Eurovisió Júnior 2016, l'emissora israeliana IBA va expressar el seu interès en un potencial retorn al Festival de la Cançó d'Eurovisió Júnior 2016. El 28 de setembre de 2016, La UER va confirmar oficialment la participació d'Israel. El 25 de juliol de 2018 es va anunciar que Israel tornaria al concurs de 2018, després d'un canvi en les regles del concurs per permetre la participació de més de 18 països. El país va rebre una dispensa especial per l'emissora BTRC i l'EBU, ja que havien guanyat el concurs d'adults a principis d'aquell any.

## Participació
Llegenda
| Any                                   | Seu         | Artista    | Cançó                 | Lloc | Punts |
| ------------------------------------- | ----------- | ---------- | --------------------- | ---- | ----- |
| 2012                                  | Amsterdam   | Kids.il    | «Let The Music Win»   | 8    | 68    |
| No hi va participar entre 2013 i 2015 |             |            |                       |      |       |
| 2016                                  | La Valletta | Shir & Tim | «Follow My Heart»     | 15   | 27    |
| No hi va participar el 2017           |             |            |                       |      |       |
| 2018                                  | Minsk       | Noam Dadon | «Children Like These» | 14   | 81    |
| No hi va participar entre 2019 i 2025 |             |            |                       |      |       |